# Jardim Têxtil
Jardim Têxtil é um bairro paulistano pertencente ao distrito de Vila Formosa, localizado na zona leste da cidade de São Paulo.

## História
O bairro surgiu na década de 1940 totalmente desprovido de recursos urbanos básicos; mas a instalação de uma indústria têxtil de origem italiana e de uma vila operária na mesma década, trouxeram novas perspectivas para o local e região; que herdou em homenagem ao ramo têxtil, o seu precursor de desenvolvimento, o batismo de Jardim Têxtil.
A vila operária, como o próprio nome diz, foi construída e destinada aos trabalhadores da indústria têxtil, a Ind. Guilherme Giorgi do italiano Guilherme Giorgi que na década de 40, transferiu a sua fábrica localizada no bairro do Belém, para o então vasto terreno, hoje localizado entre os distritos de Carrão e Vila Formosa.

## Características
Situa-se em um vale da região de Vila Formosa, junto ao córrego Rapadura, um importante afluente do Rio Aricanduva ; que no trecho do bairro é conhecido como córrego Jardim Têxtil. o mesmo foi urbanizado no respectivo trecho e transformado em um grande parque linear. É um bairro estritamente residencial; composto por residências horizontais de elevado padrão, com verticalização acentuada em partes do bairro e ligeira arborização em suas ruas. 
Limita-se com a Vila Formosa, Jardim Anália Franco, Vila Antonina e Vila Santa Isabel, está localizado próximo ao distrito do Carrão; ainda hoje as antigas indústrias estão localizadas no bairro; atualmente desativadas, são alvos da especulação imobiliária e algumas já se tornaram núcleos residenciais.